# Almuniente
Almuniente (aragonesisch Almunient) ist eine spanische Gemeinde in der Comarca Monegros der autonomen Region Aragonien und der Provinz Huesca.
Die am Canal de Monegros gelegene Gemeinde ist etwa 37 Quadratkilometer groß und hat 444 Einwohner (Stand: 2024), was einer Bevölkerungsdichte von 12 Einwohnern entspricht.

## Geschichte
In Almuniente starb am 7. September 1134 Alfons I., König von Aragón und Navarra.

## Gemeindeteile
Zu Almuniente gehört das 1958 im Zug der Binnenkolonisation unter dem Franco-Regime neu besiedelte Frula.

## Bevölkerungsentwicklung
| 1991 | 1996 | 2001 | 2004 |
| ---- | ---- | ---- | ---- |
| 674  | 644  | 587  | 571  |

## Sehenswürdigkeiten
- Die Pfarrkirche San Agustín aus dem 18. Jahrhundert mit klassizistischem Portal.